# Leiz
Leiz, właśc. Leiz Antônio Mendes da Cunha (ur. 27 czerwca 1958 w Uberabie) – piłkarz brazylijski, występujący podczas kariery na pozycji środkowego obrońcy.

## Kariera klubowa
Karierę piłkarską Leiz rozpoczął w klubie CA Juventus w 1977 roku. Z Juventusem wygrał rozgrywki II ligi brazylijskiej w 1983 roku. W lidze brazylijskiej zadebiutował 15 marca 1984 w przegranym 0-1 meczu z CR Flamengo. W latach 1985–1986 był zawodnikiem Botafogo FR. W Botafogo 12 listopada 1986 w przegranym 1-2 meczu z Ameriką FC (RJ) Leiz po raz ostatni wystąpił w lidze. Ogółem w latach 1984–1986 wystąpił w lidze w 40 meczach, w których strzelił 3 bramki. W latach 1987–1988 występował w Botafogo FC (Ribeirão Preto), po czym wyjechał do Europy do portugalskiego klubu CD Nacional. W Portugalii występował przez 3 lata.

## Kariera reprezentacyjna
W 1983 roku Leiz został powołany do reprezentacji Brazylii na turniej Copa América 1983, na którym Brazylia zajęła drugie miejsce. Na turnieju był rezerwowym i nie wystąpił w meczu. Nigdy nie zdołał zadebiutować w reprezentacji Brazylii. W 1984 roku uczestniczył w eliminacjach do Igrzysk Olimpijskich. Na turniej do Los Angeles nie został jednak powołany.